# 杜甘案
杜甘案，是指美國陸戰隊退役飛行教官杜甘（英語：Daniel Edmund Duggan，1969年生）前往中國協助培訓解放軍飛行員，因而被捕起訴的案件。
曾是美國公民的杜甘在美國陸戰隊服役十年，負責駕駛英國研發的AV-8獵鷹II式攻擊機，2002年退役後移民澳洲歸化為公民，創立「捍衛戰士塔斯馬尼亞」（Top Gun Tasmania）公司，招募美國和英國退役飛官，帶領遊客搭乘戰鬥機兜風。
杜甘於2014年移居北京，不久後賣掉「捍衛戰士塔斯馬尼亞」。2017年起在青島工作，擔任AVIBIZ有限公司的常務董事，該公司於2020年關門。
杜甘於2022年10月21日在澳洲新南威爾斯州奧倫奇鎮（Orange）被捕，罪名是販運軍火和洗錢，美國已經提出引渡要求。杜甘否認所有罪名，並要求拒絕引渡。在杜甘律師的抗議下，杜甘尚未被引渡，而澳洲情報和安全督察長則對澳洲安全情報組織進行了調查，是否非法或不當的與杜甘打交道。澳洲於2024年12月23日同意引渡杜甘。